# Pseudoathyreus damara
Pseudoathyreus damara là một loài bọ cánh cứng trong họ Geotrupidae. Loài này được Kolbe miêu tả khoa học năm 1907.